# Daniele Del Grosso
Daniele Del Grosso (Chieti, 21 marzo 1981) è un politico italiano.

## Biografia
Consegue il diploma di perito industriale nel 1999. È laureando in Marketing e Comunicazione. Ha svolto attività presso uno studio commerciale. È allievo pilota civile. È amministratore di società di costruzioni immobiliari civili.

## Vita politica
Inizia il suo attivismo politico da giovanissimo in un primo momento come rappresentante del suo istituto scolastico e successivamente creando nel 2008 una delle prime liste civiche certificate a 5 stelle in Italia con la quale viene candidato come sindaco per il comune di Cepagatti (PE).

### Elezione a deputato
Nella XVII legislatura della Repubblica Italiana viene eletto per la prima volta alla Camera dei Deputati all'interno 
della circoscrizione XVII (Abruzzo) con il Movimento 5 Stelle, fa parte del gruppo M5S dal 19 marzo 2013.
Fa parte della delegazione di deputati del Movimento 5 Stelle della Commissione Affari Esteri e Comunitari che il 
3 agosto 2013 si è recata in Kazakistan per incontrare Alma Shalabayeva.
È sponsor, nonché membro, della delegazione parlamentare bicamerale delle commissioni Esteri e Difesa che il 27 gennaio 2014 si è recata a New Delhi (India) per incontrare e verificare la situazione dei fucilieri di Marina (marò) Latorre e Girone, accusati di aver ucciso nel 2012 due pescatori indiani mentre svolgevano servizio anti-pirateria a bordo della petroliera italiana Enrica Lexie.
Diventa vicecapogruppo del Movimento 5 Stelle alla Camera dei deputati.
Da settembre 2015 è delegato d'aula per il Movimento 5 Stelle alla Camera dei deputati.
Il 4 Marzo 2018 viene eletto per la seconda volta alla Camera dei Deputati nel collegio uninominale di Chieti con il Movimento 5 Stelle. Viene nominato nuovamente come delegato d'aula (segretario del gruppo parlamentare).
Il 21 giugno 2022 abbandona il Movimento per aderire a Insieme per il futuro, a seguito della scissione guidata dal ministro Luigi Di Maio.